# Међународни дан ненасиља
Међународни дан ненасиља обележава се 2. октобра, на рођендан Махатме Гандија. Основан је 15. јуна 2007. године према резолуцији Генералне скупштине Уједињених нација А/РЕС/61/271. Тај дан је прилика да се „шири порука ненасиља ...кроз образовање и подизање свести јавности...и реафирмише жеља за културом мира, толеранције, разумевања и ненасиља". Широм света обележава се на различите начине, често да би се скренула пажња на глобална питања. Његов датум и намена одговарају датумима индијског националног празника Ганди Џајанти.

## Позадина
У јануару 2004. године, иранска нобеловка Ширин Ебади преузела је предлог за Међународни дан ненасиља од професора хинди језика у Паризу који предаје међународним студентима Светском друштвеном форуму у Мумбају. Идеја је постепено привукла интересовање неких лидера Индијског националног конгреса све до резолуције Сатиаграха конференције у Њу Делхију у јануару 2007, коју су иницирали председница Индијског националног конгреса и председавајућа Уједињене прогресивне Алијансе Сонија Ганди и надбискуп Дезмонд Туту позвајући Уједињене нације да усвоје ту идеју.
Генерална скупштина Уједињених нација је 15. јуна 2007. изгласала да се 2. октобар прогласи Међународним даном ненасиља. Резолуција Генералне скупштине тражи од свих чланица система УН да обележе 2. октобар на „прикладан начин и шире поруку о ненасиљу, укључујући образовање и подизање свести јавности“.
Поштанска управа Уједињених нација у Њујорку припремила је специјални печат у знак сећања на овај догађај, на захтев индијског амбасадора у Сталној мисији Индије при УН. Уоквирени сликовни дизајн печата припремила је ова управа и био је ограничен на поништење на локацији управе у Њујорку (не у Женеви и Бечу). Управа је назначила да сва одлазна пошта управе између 2. и 31. октобра носи овај печат.